# 諾加萊斯 (韋拉克魯斯州)
諾加萊斯是墨西哥的城市，由韋拉克魯斯州負責管轄，位於該國南部，距離首都墨西哥城243公里，海拔高度1,280米，每年平均降雨量2,080毫米，2005年人口21,113。

## 外部連結
- Municipality of Nogales（页面存档备份，存于）